# Economia de Polònia
Després de la caiguda del comunisme, Polònia va seguir un procés de liberalització econòmica d'acord amb el model capitalista occidental de la dècada dels 90. Aquest procés va tenir un èxit relatiu, ja que la privatització de petites i mitges empreses i la llei per a la creació de noves empreses ha encoratjat el desenvolupament del sector privat, motor principal del creixement econòmic polonès.
No obstant això, el sector agrícola està afeblit per diversos problemes estructurals, com són l'excés de treball, les granges petites i ineficients i la falta d'inversió econòmica. A més, la reestructuració i privatització de certs sectors "sensibles", com el de producció de carbó, ha estat lenta, si bé les recents inversions estrangeres en l'energia i l'acer han introduït noves tecnologies que donen una oportunitat al futur d'aquests sectors.
Les reformes en els sistemes de salut, educació, pensions i administració han elevat la pressió fiscal. Les prioritats del govern polonès són la millora del seu dèficit econòmic i de la seva política monetària. El major progrés del finançament públic depèn principalment de la privatització de la resta dels sectors de l'estat, la reducció de l'ocupació pública i la modificació del sistema fiscal per incorporar als grangers, la majoria dels quals no paga impostos.